# Diefflen
Diefflen est un quartier de la ville de Dillingen (Sarre, Allemagne), et compte environ 4700 habitants en majorité catholique. Diefflen est situé sur la Prims inférieure, un affluent de la Sarre. Depuis sa fondation au Moyen Âge Diefflen était historiquement lié au Nalbach. Diefflen s'est retiré de cette association par l'annexion à la ville de Dillingen/Saar en 1969.

## Géographie
Diefflen est assigné à l'avant-pays de Hunsrück et donc à la Saar-Nahe-Bergland et au Plateau lorrain, la branche la plus orientale du Bassin parisien.

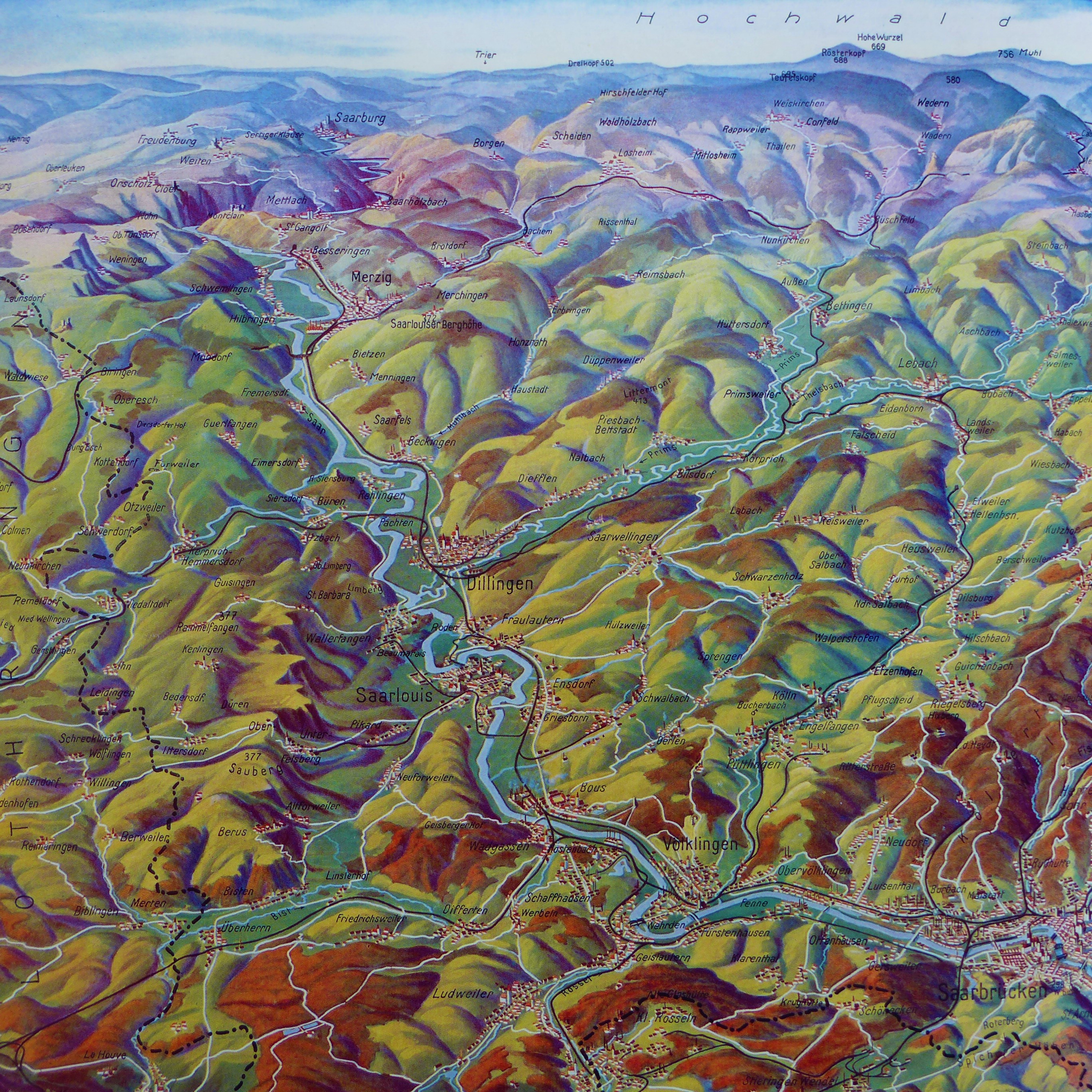
Diefflen, Carte panoramique
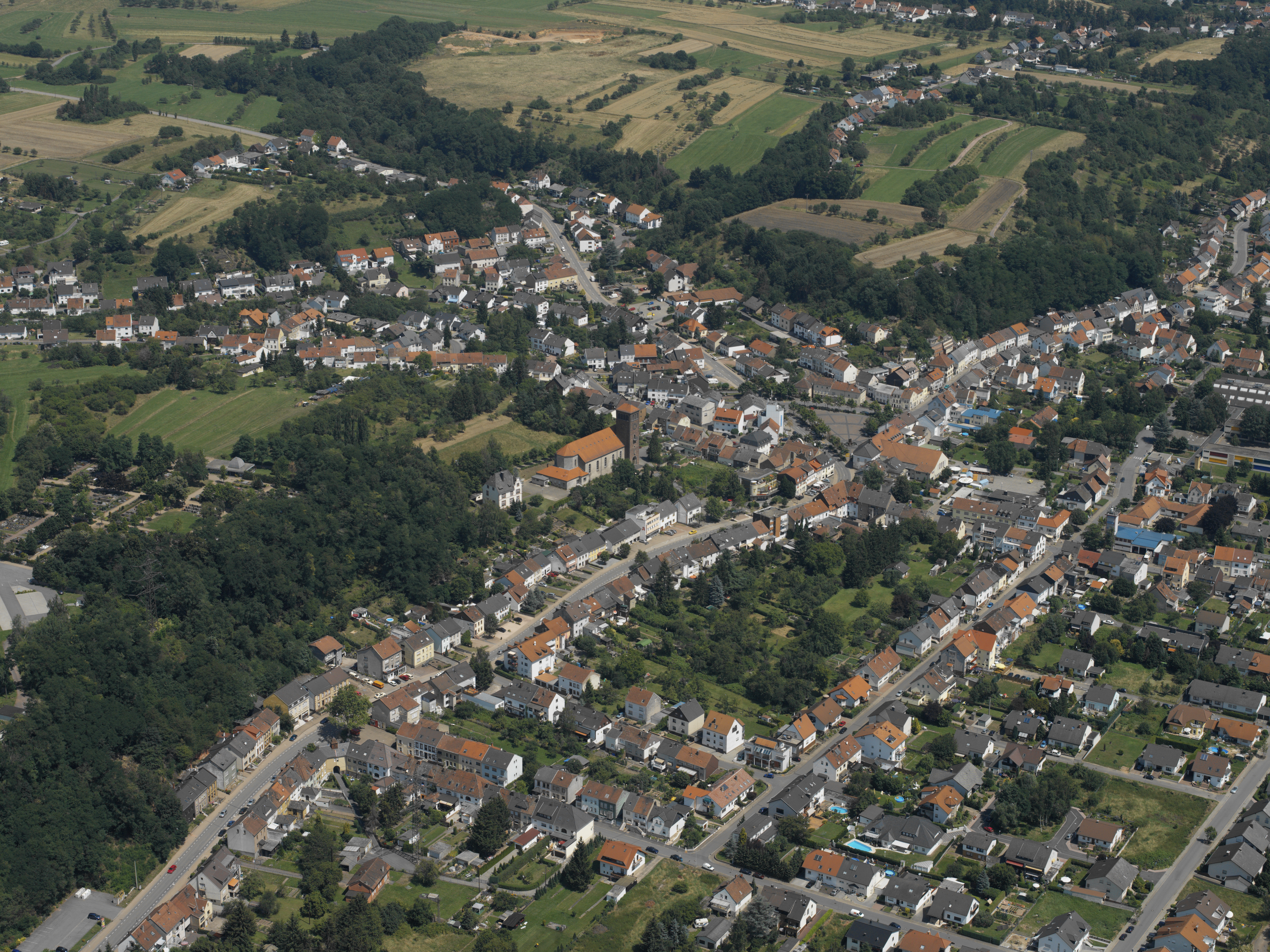
Diefflen, vue aérienne du sud-ouest
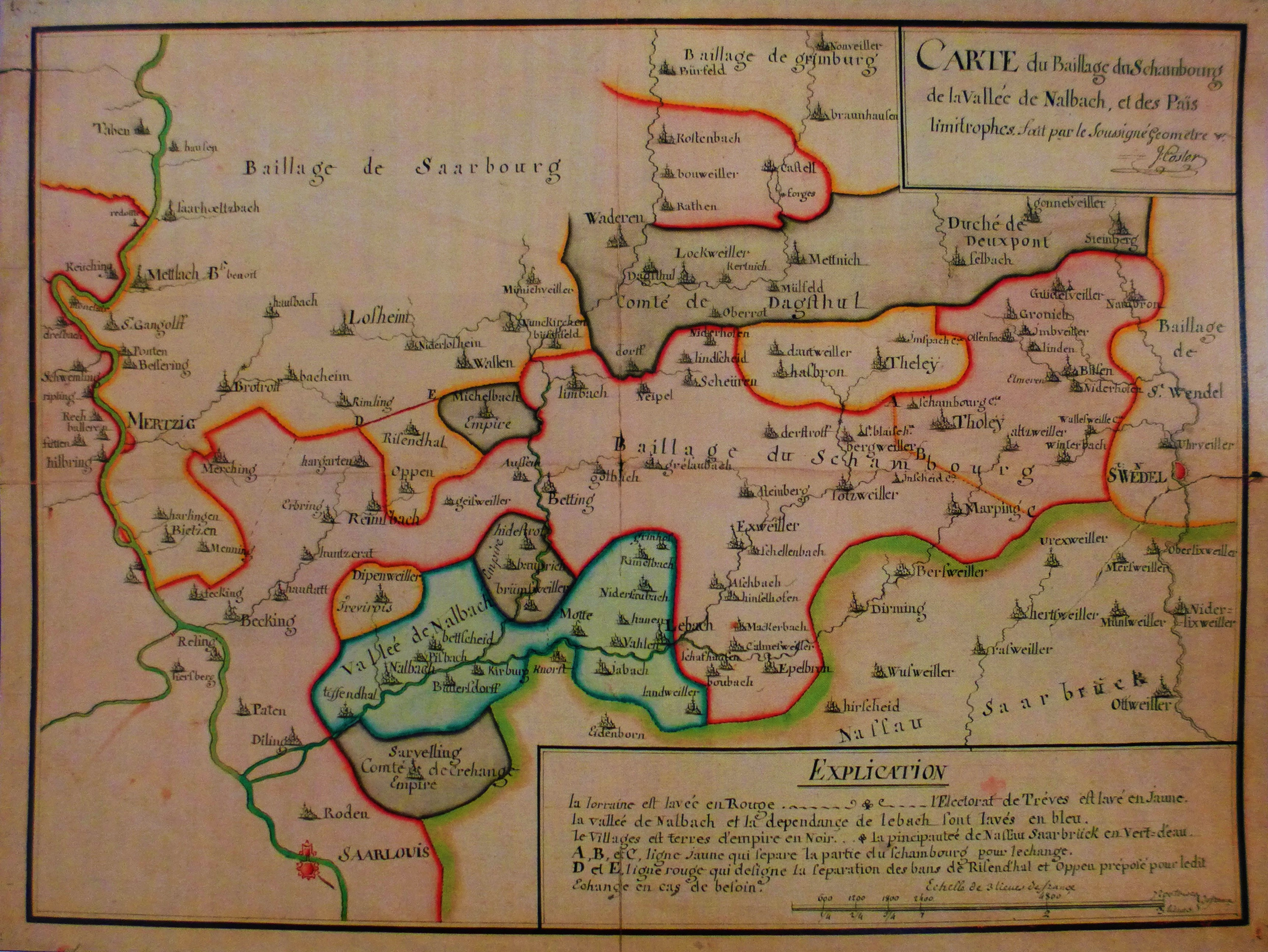
Carte historique de la vallée de Nalbach avec Diefflen (Tiffendhal) vers 1779, La ligne rouge délimite la zone du duché de Lorraine, la ligne jaune marque la zone de l'Archevêché et Principauté electorale (Kurfüstentum) de Trèves, la vallée de Nalbach est marquée en bleu avec les villages de la vallée: Diefflen (Tiffendhal), Nalbach, Piesbach (Pisbach), Bettstadt (Bettscheid), Bilsdorf (Büllersdorff) et Körprich (Kirburg) et les régions dépendantes de Lebach. Le comté de Nassau-Saarbrücken est limité en vert, les dominions du Saint Empire romain germanique de la nation allemande sont marqués en noir (Landeshauptarchiv Koblenz, Bestand 702, Karte 7301).
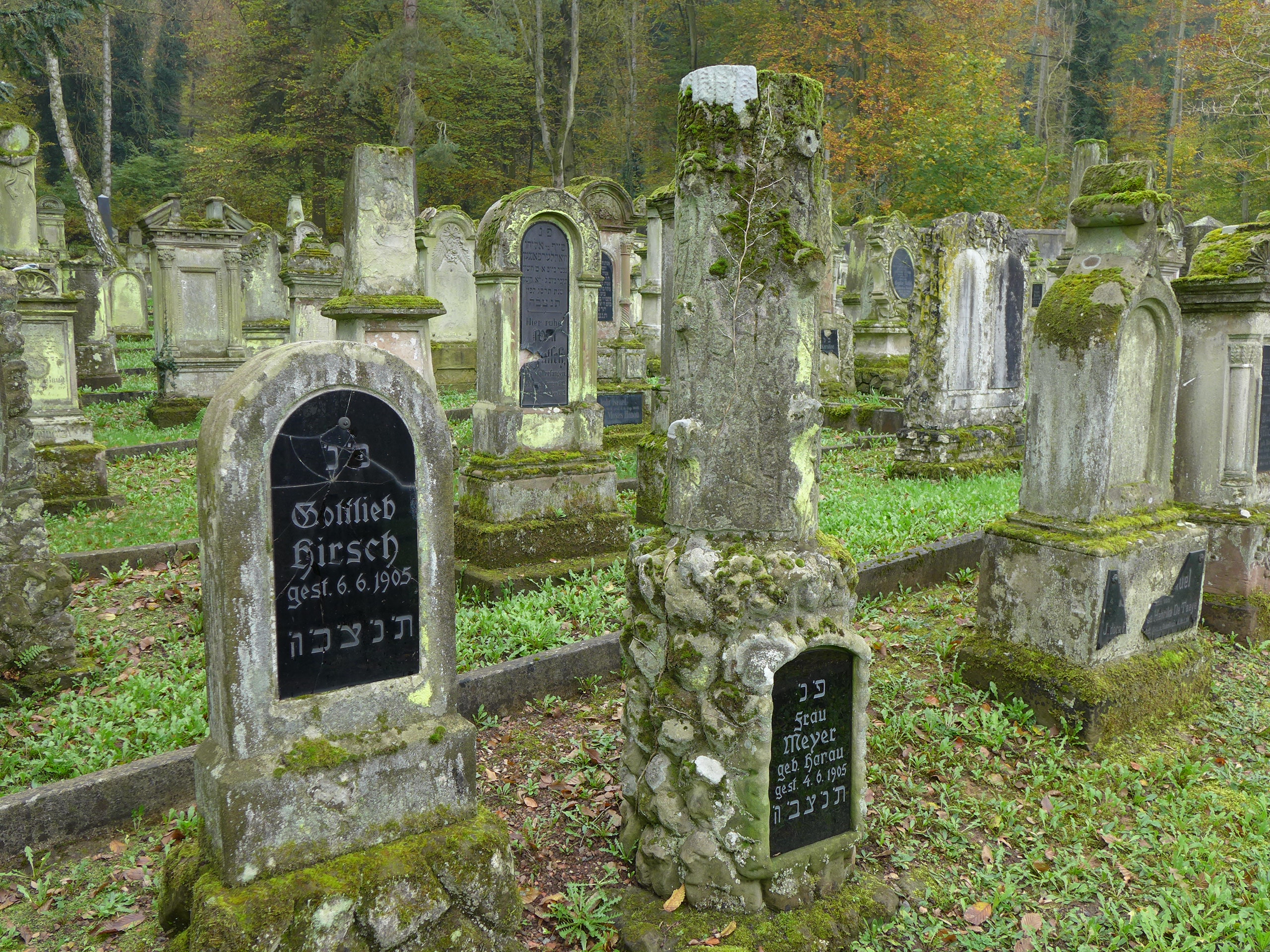
Diefflen, Cimetière juif
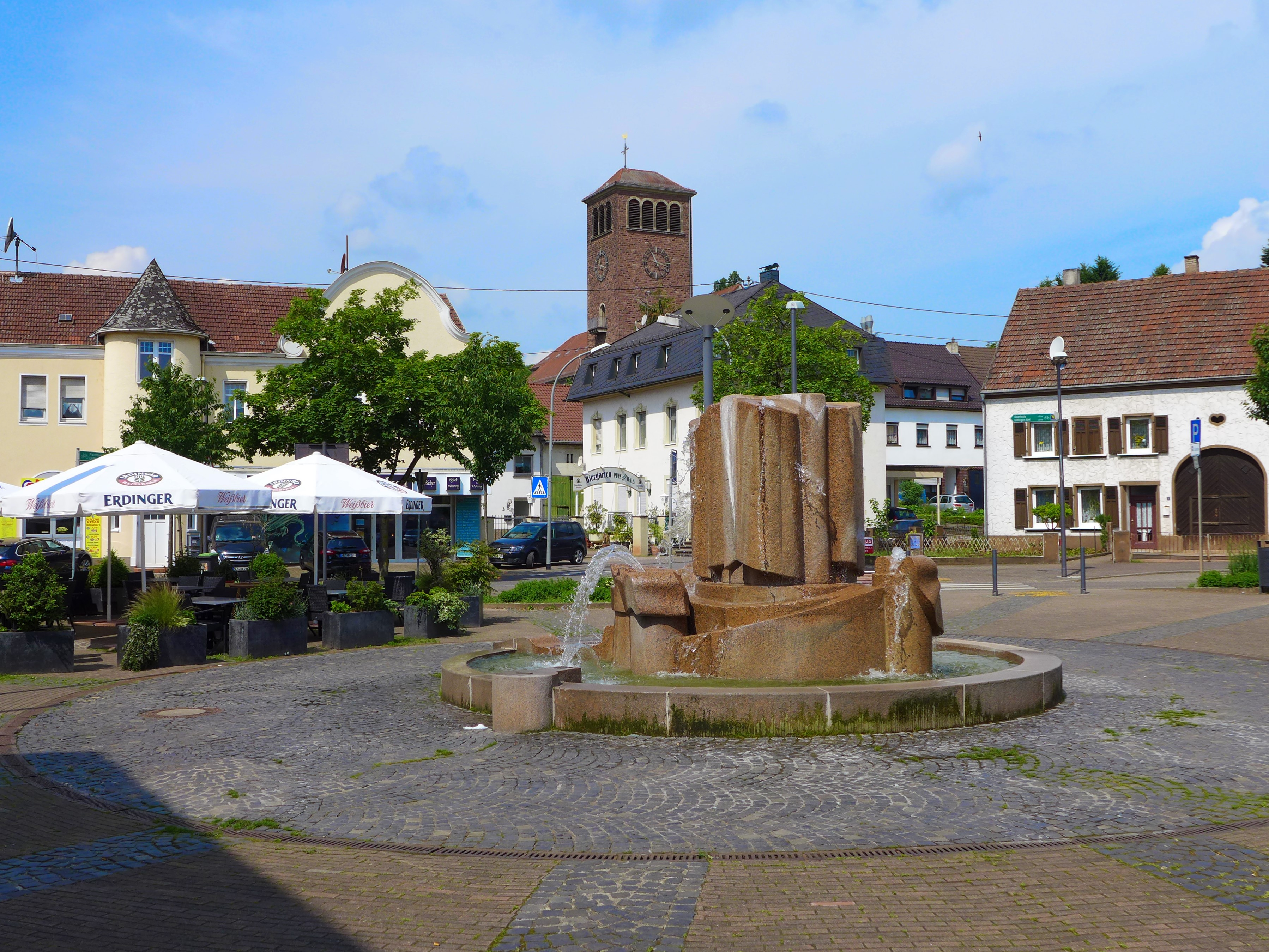
Place du village avec fontaine et église St. Joseph et St. Wendelin